# Corneille Theunissen
Corneille Henri Theunissen, nacido el 6 de noviembre de 1863 en Anzin y fallecido el 30 de diciembre de 1918 en París, fue un escultor francés. Fue el hermano de Paul Ludovic Theunissen (1873-1931), igualmente renombrado escultor.

## Datos biográficos

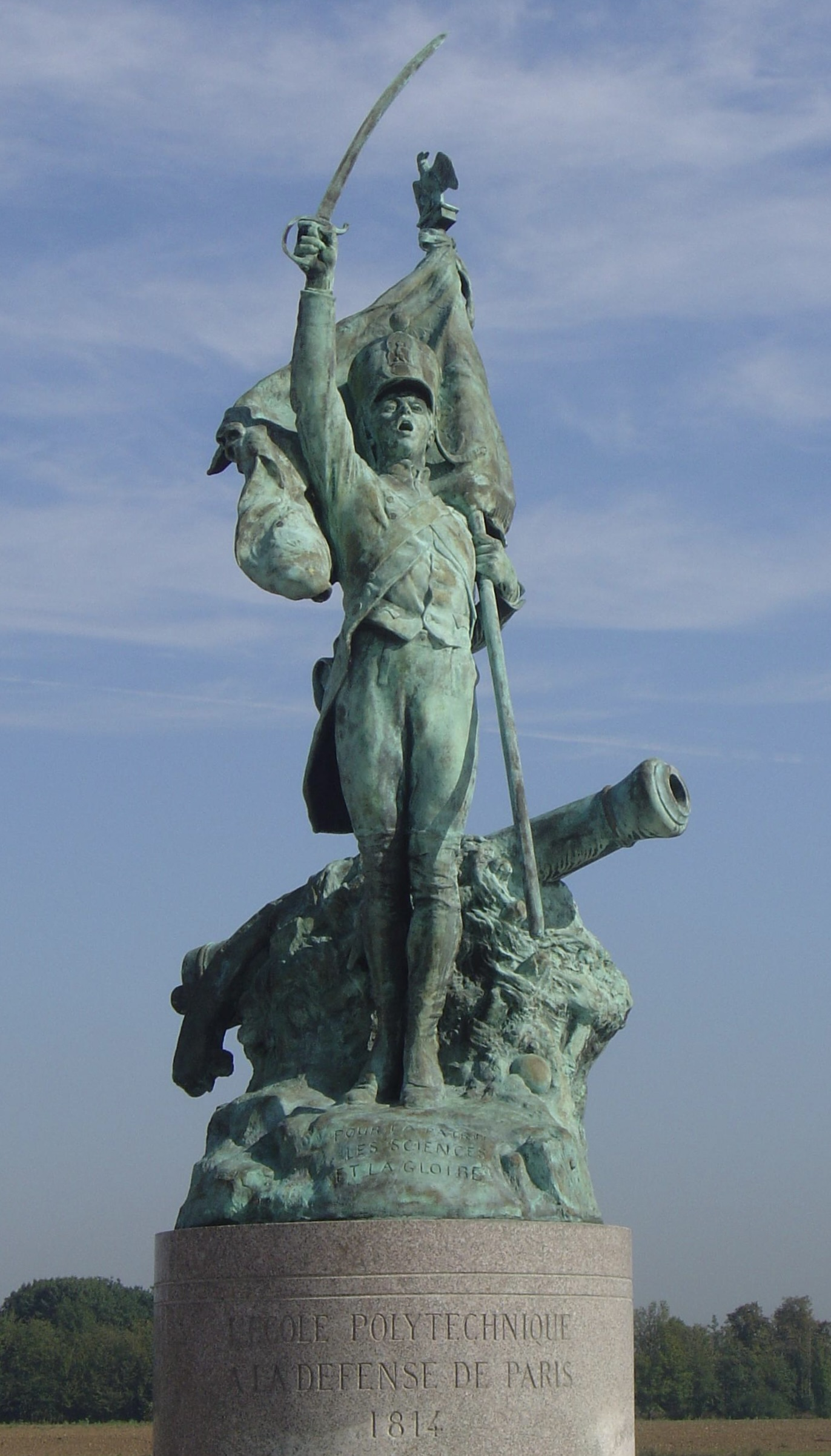
Estatua en el patio de la escuela politécnica, en Palaiseau

Al igual que sus compañeros ganadores de premios Constant Moyaux, Aimé-Gustave Blaise, y Lucien Jonas, Corneille asistió a la escuela primaria de la calle de la iglesia de Anzín.
Alumno de Jules Cavelier en la Escuela de Bellas Artes de París,obtuvo el primer segundo gran Premio de Roma en 1888 por su "Orestes en la tumba de Agamenón " (del francés: 'Oreste au tombeau d’Agamemnon').
Fue condecorado con la Legión de honor en 1902, una calle lleva su nombre en Anzin.

## Obras

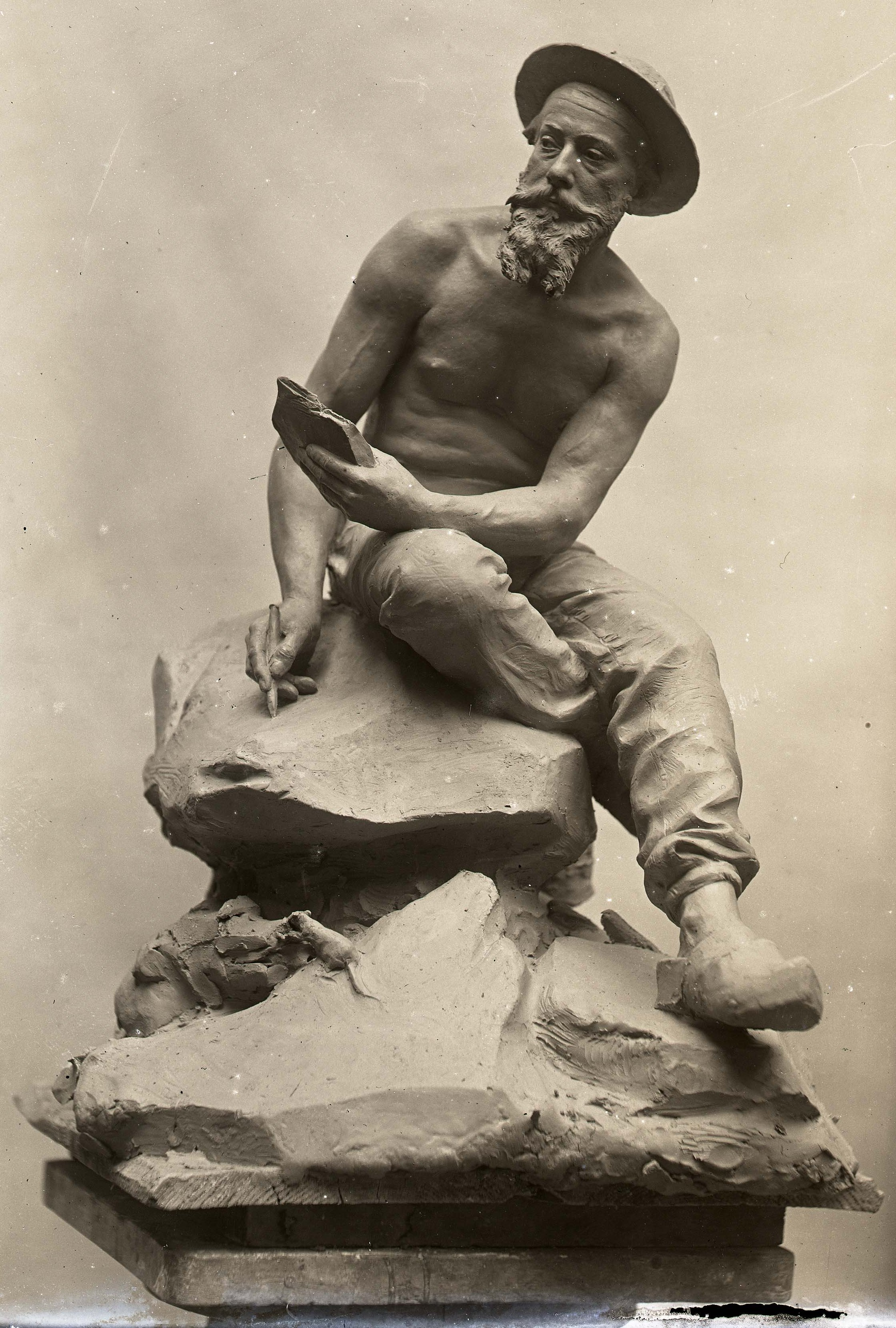
La souris du fond (retrato de Jules Mousseron), Museo de Denain.

Es el autor de numerosas obras, entre ellas :
- 1893 - Busto en yeso con pátina de Eugène Motte, alcalde de Roubaix, museo de Arte y de Industria de Roubaix.

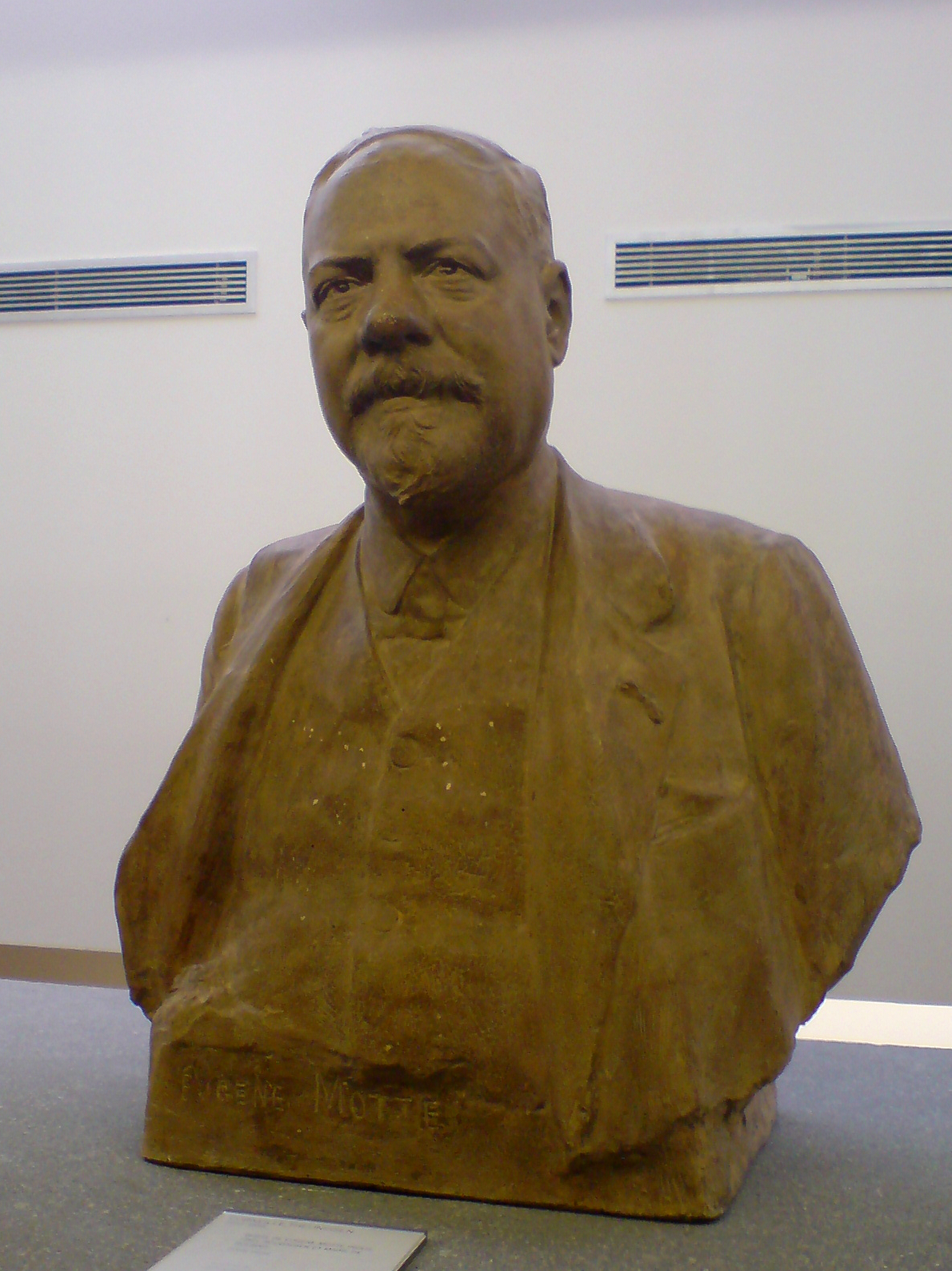
Busto de Eugène Motte
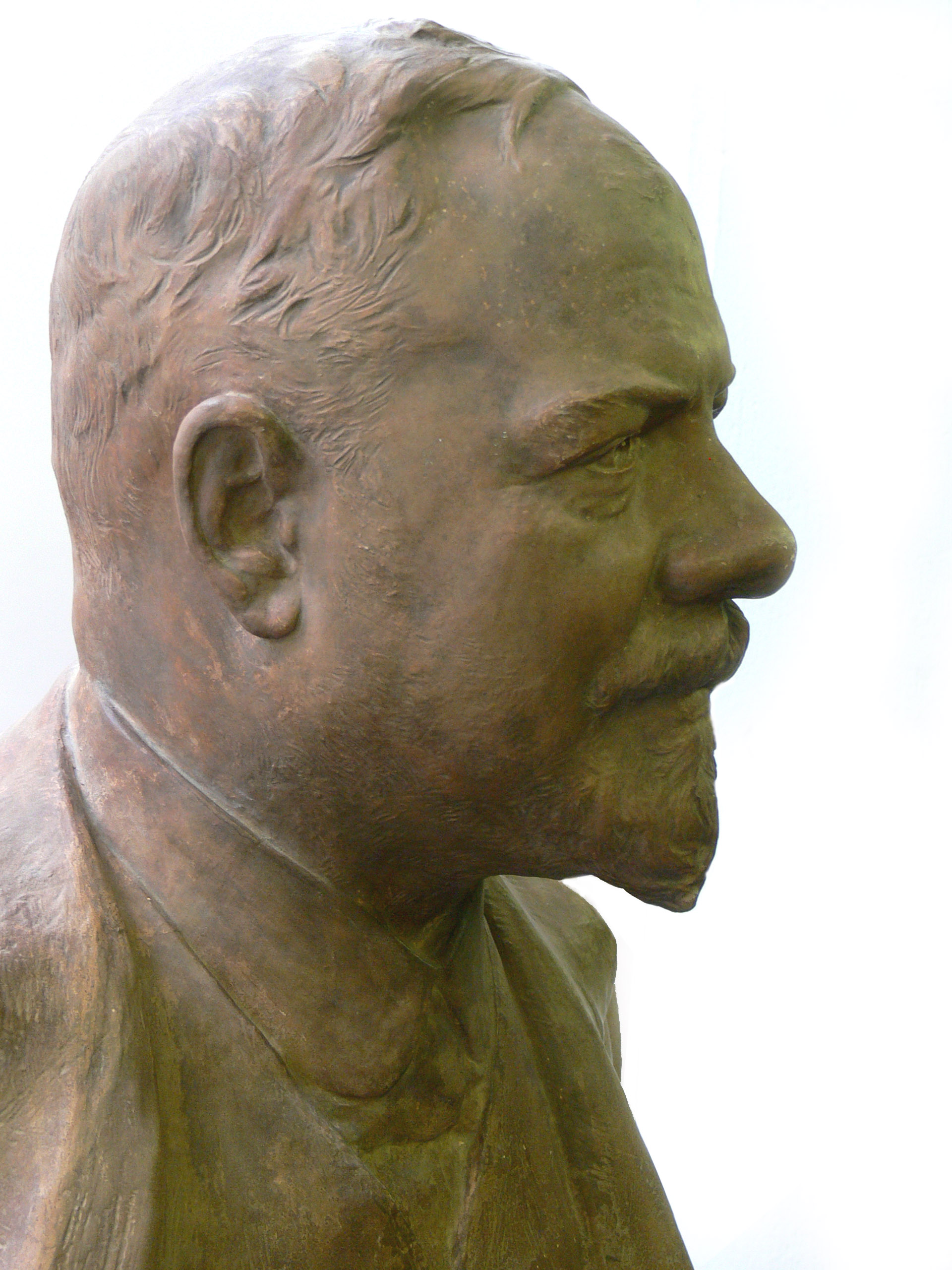
Rostro de perfil, del busto de Eugène Motte
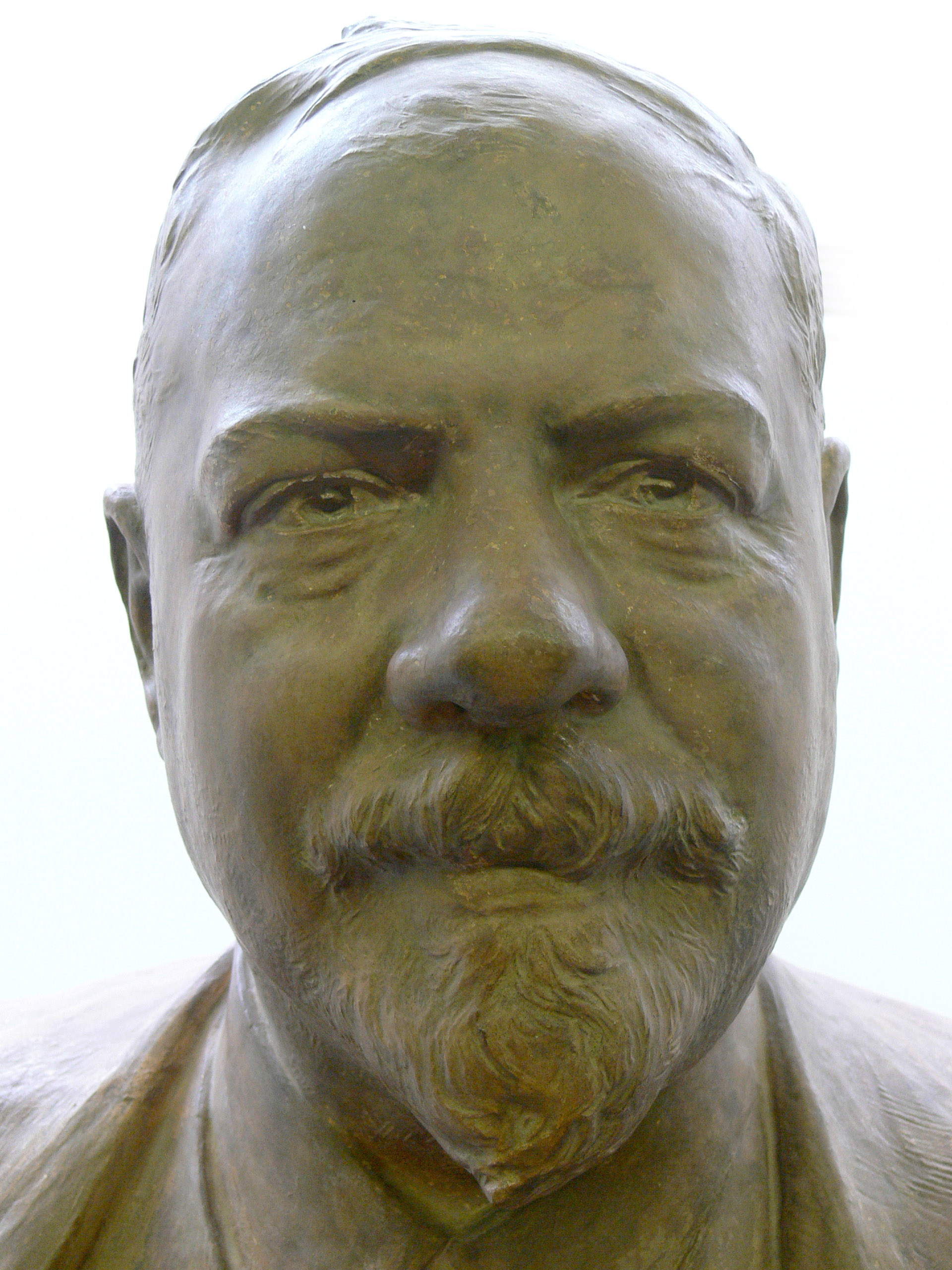
Rostro de frente, del busto de Eugène Motte

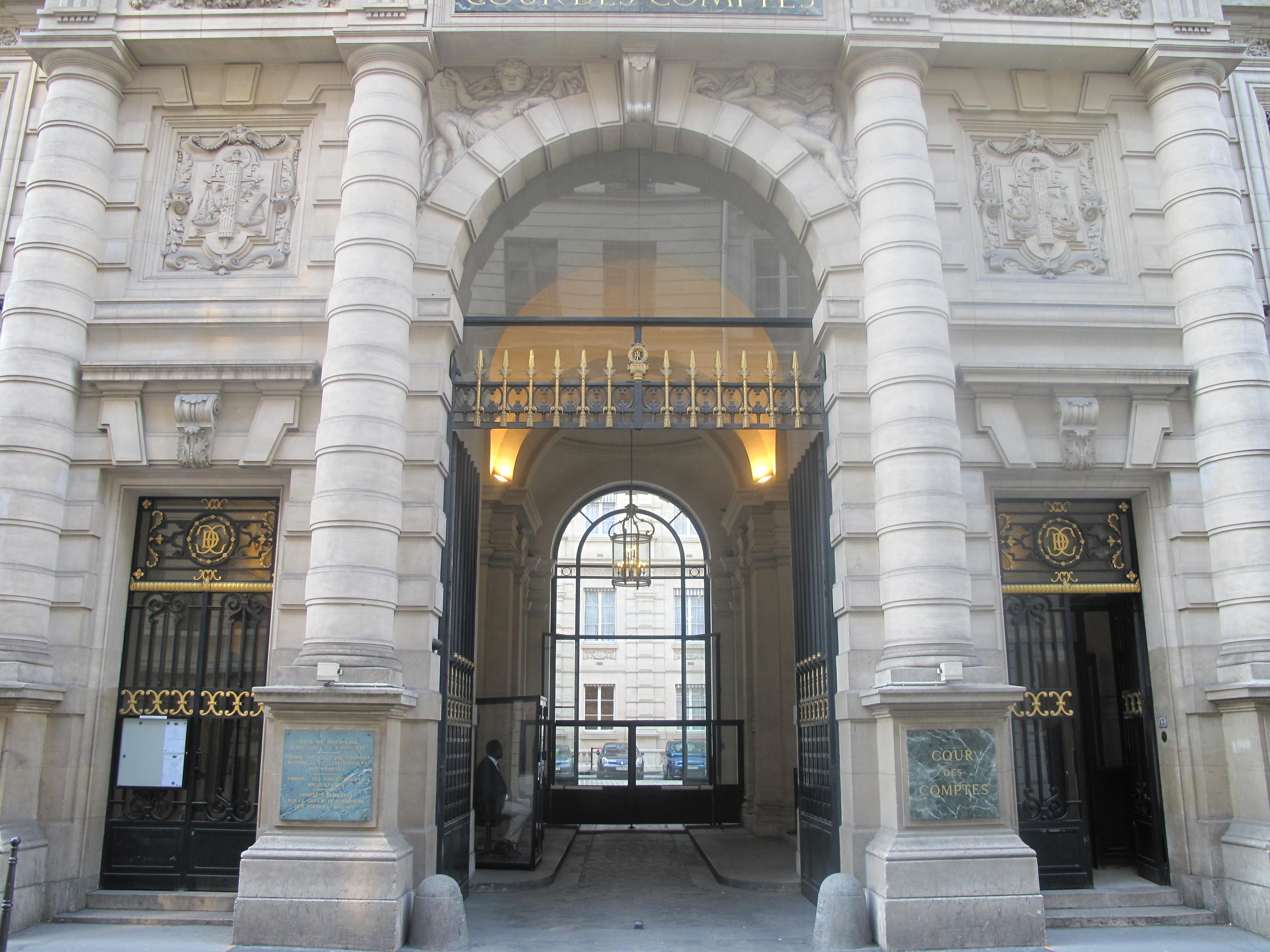
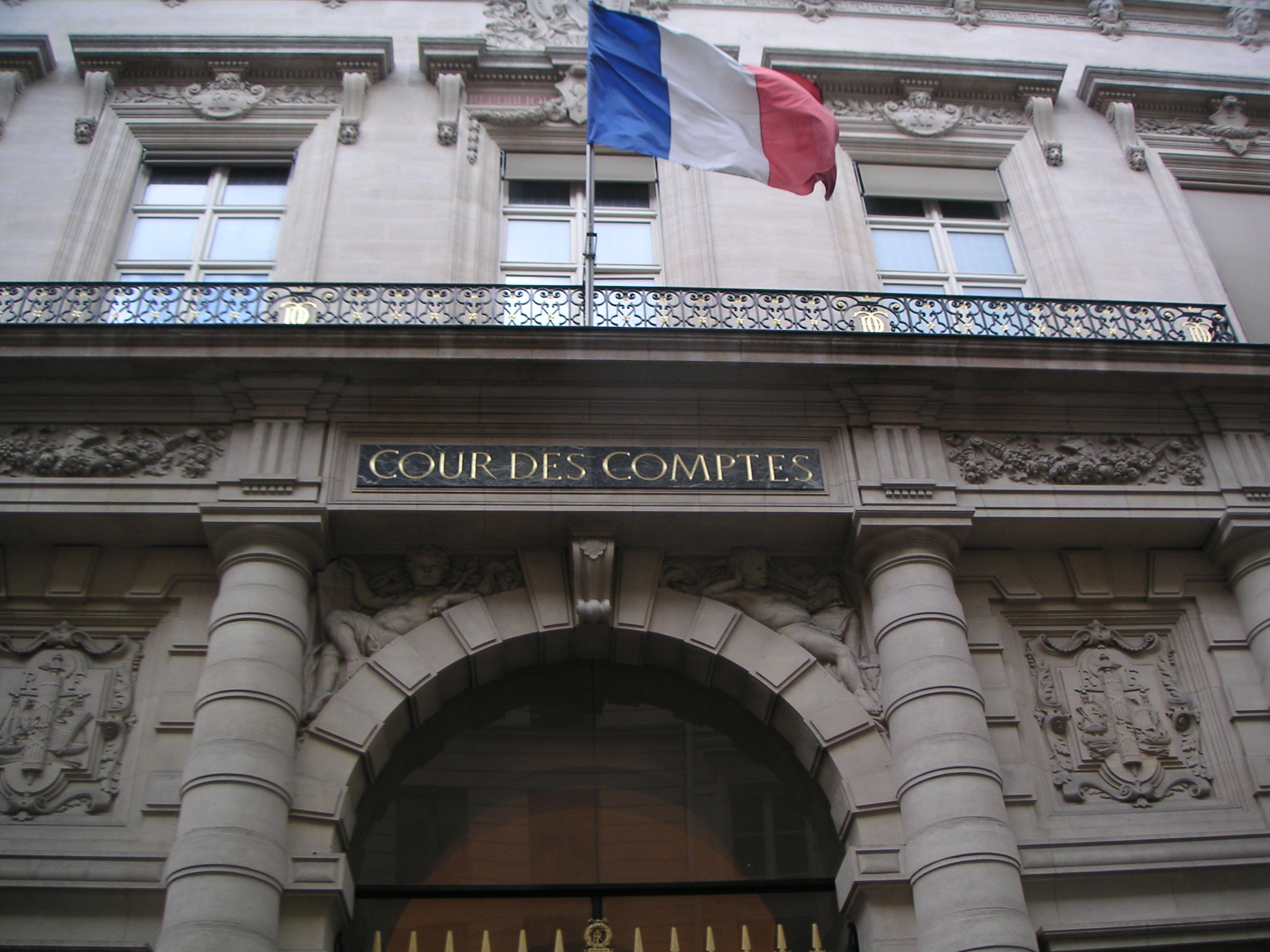

(pinchar sobre la imagen para agrandar) 

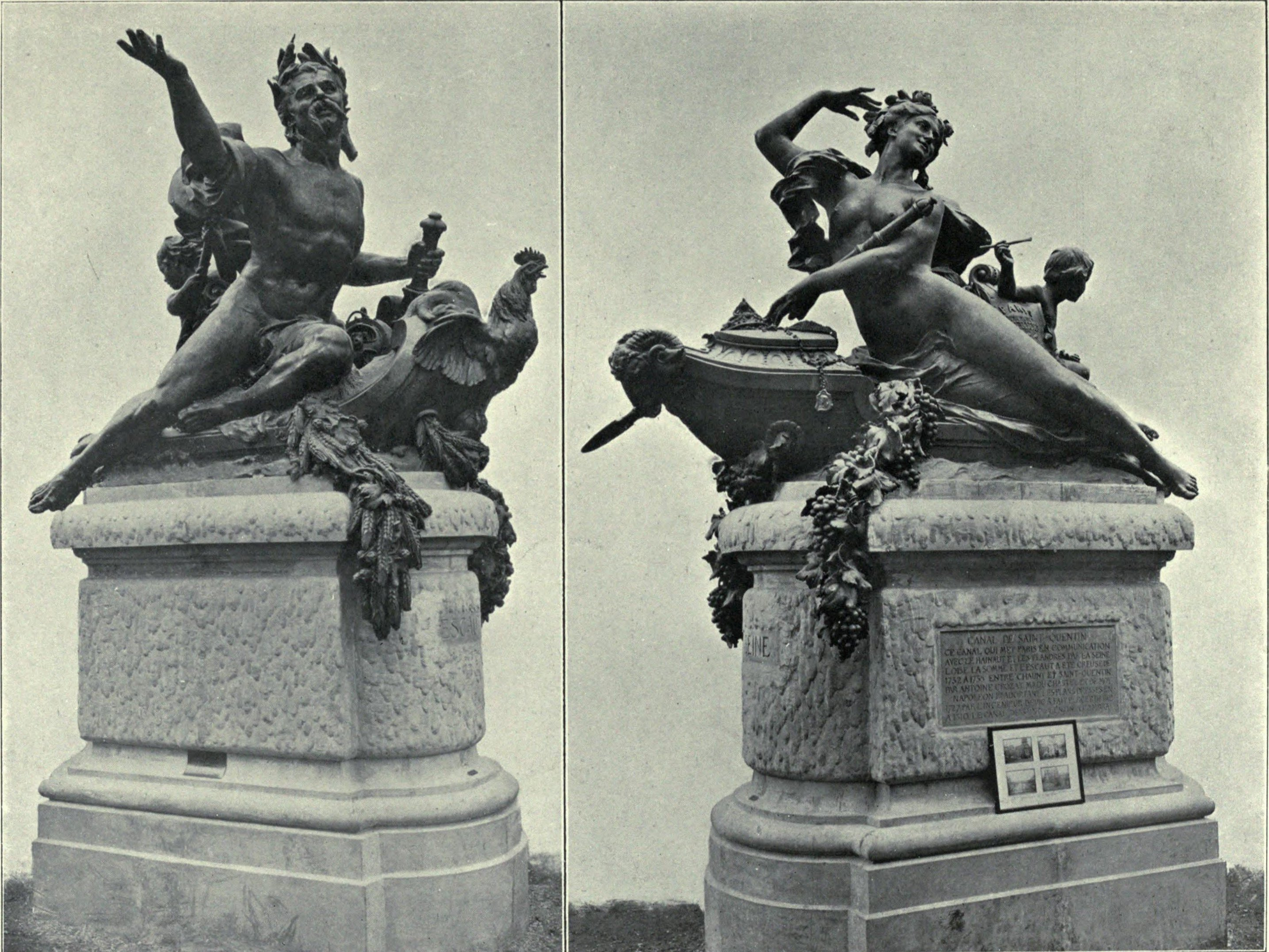
Decoración del puente del Canal de San Quintín, "El Escaut" a la derecha y "la Sena" a la izquierda

- 1897 - El monumento conmemorando de la defensa heroica de Saint-Quentin por sus habitantes, en 1557 contra la armada del rey de España Felipe II (Civis murus erat)

- 1899 - Busto de Henri Harpignies (1819-1916), museo del castillo de Luneville[2]

- 1907 - Son obras de su mano parte de las esculturas exteriores que adornan el Palais Cambon de París, entre ellas los dos angelotes de la puerta principal[3]·.[4]48°52′0.86″N 2°19′32.83″E / 48.8669056, 2.3257861

(pinchar sobre la imagen para agrandar) 
- 1914 - Estatua en el patio de la escuela politécnica, en Palaiseau, medalla de oro en el salón de los artistas franceses[3]